# Zveza za hokej na travi Slovenije
Zveza za hokej na travi Slovenije (kratica ZHNTS) je krovna športna organizacija na področju hokeja na travi v Sloveniji. Organizira tekmovanja v različnih domačih ligah v hokeju na travi pokalnih tekmovanjih, dvoranskem hokeju in tekme državne reprezentance.
ZHNTS ima sedež v Murski Soboti in je od leta 1991 naprej članica evropske (EHF) in mednarodne hokejske zveze (FIH).

## Predsedniki od leta 1991 naprej
| predsednik             | mandat    |
| ---------------------- | --------- |
| Štefan Petkovič        | 1991-1993 |
| Evgen Titan            | 1993-1994 |
| Štefan Vučak           | 1994-1997 |
| Milan Regvat           | 1997-2000 |
| Borut Premzel          | 2000-2002 |
| Franc Kučan            | 2002-2006 |
| Anja Cipot Pustatičnik | 2006-2008 |
| Zoran Zrim             | 2008-2010 |
| Ivan Kramperšek        | 2010-2012 |
| Aleš Skalič            | 2012-2014 |
| Sandra Gumilar         | 2014-2015 |
| Sanja Kropec           | 2015-2024 |
| Leon Tomašić           | 2024-     |